# Курашево (гміна Кліщелі)
Курашево (Курашово, пол. Kuraszewo) — село в Польщі, у гміні Кліщелі Гайнівського повіту Підляського воєводства. Населення — 50 осіб (2011).

## Історія
Вперше згадується 1574 року.
У 1975—1998 роках село належало до Білостоцького воєводства.

## Демографія
Демографічна структура станом на 31 березня 2011 року:
|          | Загалом | Допрацездатний вік | Працездатний вік | Постпрацездатний вік |
| -------- | ------- | ------------------ | ---------------- | -------------------- |
| Чоловіки | 26      | 5                  | 18               | 3                    |
| Жінки    | 24      | 1                  | 15               | 8                    |
| Разом    | 50      | 6                  | 33               | 11                   |